# アレクサンドル・ミルラン
アレクサンドル・ミルラン（Alexandre Millerand、1859年2月10日 - 1943年4月7日）はフランスの政治家。第一次世界大戦後の1920年1月から首相となり同年9月第12代大統領(フランス第三共和政)（在職1920年-1924年）。
パリ10区に布商人の息子として生まれる。パリの法学部でライセンスを取得し、パリで弁護士登録した。1885年に代議士（以後1919年まで在任）に当選し政界入りを果たし、最初急進社会党と行動を共にすることが多かったが、後に共和主義社会党に鞍替えする。1899年から1902年までピエール・ワルデック＝ルソー内閣の商相となったが、この時の入閣では社会党内の内紛を招き結果として彼は社会党を去り共和主義連盟に再度鞍替えしている。その後、1901年から1911年まで公共事業・通信相、1912年から1913年および1914年から1915年まで陸相を務めた。
第一次世界大戦後の1920年1月フランスの首相となり、鉄道・炭鉱の総罷業を弾圧、同年9月フランスの大統領に就任しルール問題等にあたってきたが、1924年春の選挙に勝った左翼連合から右傾政策を痛撃され、満期前の同年6月に辞職。のち1925年から1940年まで上院議員となった。